# Vincenza Viganò-Mombelli
Vincenza (o Vincenzina) Viganò-Mombelli (1760, Nápoles–1814) fue una bailarina y libretista italiana. Hoy se la recuerda como la libretista de la primera ópera de Gioachino Rossini, Demetrio y Polibio. Su marido fue el tenor Domenico Mombelli.

## Biografía
Vincenza Viganò nació en Nápoles en 1760, en una familia de artistas. Tanto su padre Onorato Viganò (1739-1811) como su hermano Salvatore fueron destacados bailarines y coreógrafos. Su madre, Maria Ester Boccherini, era bailarina y hermana del compositor Luigi Boccherini. En 1791, Vincenza bailaba con la compañía de su padre en Venecia cuando conoció al tenor recién viudo Domenico Mombelli. Se casaron ese mismo año y tuvieron doce hijos, tres de los cuales se convirtieron en destacados cantantes de ópera: Ester nació en 1792, Anna nació en 1795 y Alessandro nació en 1796 (tenor, como su padre). Continuó su carrera de bailarina durante algún tiempo después de su matrimonio y se presentó en el Teatro San Benedetto en Venecia solo unos meses antes del nacimiento de su cuarto hijo en 1798.
Aunque se estableció principalmente en Bolonia en 1805, la familia Mombelli también viajó desde 1806 hasta 1811 a Lisboa y a varios teatros de Italia con su propia compañía de ópera que incluía a sus hijas Ester y Anna y el bajo Lodovico Olivieri. Según un relato en la Vie de Rossini de Stendhal, Olivieri era un viejo amigo de Vincenza que no solo cantaba «roles de utilidad» en su compañía, sino que también se desempeñaba como cocinero y mayordomo de la familia. Fue en Bolonia donde Vincenza y Domenico conocieron al joven Rossini, que todavía era estudiante en la Academia Filarmónica. Vincenza escribió el libreto de su primera ópera Demetrio y Polibio. Se estrenó en privado en 1809 y tuvo su estreno oficial el 18 de mayo de 1812 en el Teatro Valle de Roma con tres de sus cuatro papeles cantados por Domenico y sus hijas Ester y Anna.
Vincenza Viganò-Mombelli murió en 1814. Domenico Mombelli se casó por tercera vez en 1819.